# Pierre Veyron
Pierre Veyron, född 1 oktober 1903, död 2 november 1970 i Èze, Alpes-Maritimes, var en fransk racerförare.
Veyron var anställd av Bugatti som testförare och arbetade med utvecklingen av Bugatti Type 57. Han tävlade även för sin arbetsgivare och vann Le Mans 24-timmars 1939, tillsammans med Jean-Pierre Wimille.
Det moderna Bugatti har uppkallat sin supersportbil Bugatti Veyron efter Pierre Veyron.